# Vintage FM
Vintage FM é uma emissora de rádio brasileira sediada em Jijoca de Jericoacoara, cidade do estado do Ceará, com estúdio auxiliar na capital Fortaleza, que opera na frequência de 91,7 MHz. Pertencente ao Grupo Cidade de Comunicação, foi lançada em 2019 como migrante dos 1 380 kHz, que operou a Rádio Jeri, retransmitindo a programação da Jovem Pan FM, passando depois para a Clube FM até estar independente.

## História
Na década de 1990 o Grupo Cidade de Comunicação inaugurou em Jijoca de Jericoacoara a Rádio Jeri, que operava na frequência de 1 380 kHz. Em outubro de 2017 foi tornado público que o grupo lançaria uma afiliada à Jovem Pan FM na cidade, sucedendo a Rádio Jeri na migração de AM para FM através da frequência de 91,7 MHz, o que foi confirmado em maio de 2018.
A frequência entrou no ar em caráter experimental em 28 de março de 2019 transmitindo músicas intercaladas com vinhetas de expectativa para o lançamento da emissora. A Jovem Pan FM Jericoacoara estreou ao meio-dia de 14 de junho, quando passou a retransmitir a rede com o programa Pânico. A operação da emissora foi iniciada no estúdio em Fortaleza pelas diretoras do grupo Gaida Dias e Mayara Silva. Na noite do dia seguinte um evento para comemorar o lançamento da estação foi promovido na Praça Principal de Jericoacoara, onde estiveram presentes os locutores das rádios do grupo e o humorista Lailtinho.
Em 2 de maio de 2022 a emissora entrou em expectativa para afiliar-se à Rede Clube FM, tendo a Clube FM Jericoacoara estreado às 8 horas do dia 13, quando houve também uma solenidade de inauguração nas dependências do Grupo Cidade.
Em 13 de maio de 2024 a frequência passou a transmitir a Vintage FM, cuja programação tem o formato Oldies, voltado a músicas populares de diferentes épocas, havendo horários para cada uma das décadas de 1930 a 2000, intercaladas com locuções geradas por inteligência artificial.